# Processus législatif du Parlement canadien
Pour un article plus général, voir Lecture (législatif).
Le processus législatif du Parlement canadien comporte un processus législatif à la Chambre des communes, un processus législatif au Sénat canadien ainsi que la sanction royale.

## Processus législatif à la Chambre des communes
Le processus législatif canadien à la Chambre des communes du Canada comporte trois options possibles : (1) le processus traditionnel, (2) l'élaboration et dépôt par un comité et (3) le renvoi à un comité avant la deuxième lecture. Peu importe l'option choisie, il y a au total trois lectures du projet de loi. Une fois que le projet de loi est adopté à la Chambre des communes, le projet de loi doit passer par un processus législatif très similaire au Sénat du Canada qui nécessite des lectures supplémentaires à la Chambre haute.

### Processus traditionnel
Aux termes du processus traditionnel de la Chambre des communes, le ministre donne avis de dépôt du projet de loi. Après 2 jours ou plus, le projet de loi est présenté pour une première lecture (sans débat ni mise aux voix). Ensuite, il y a une deuxième lecture où une motion peut être débattue, modifiée et mise aux voix et où le débat est centré sur le principe et l'objet du projet de loi. La prochaine étape est l'examen en comité, où il y a audition de témoins et étude article par article du projet de loi et où les amendements sont limités. Par la suite, le comité fait rapport du projet de loi avec la possibilité de recommander des amendements. Après 2 jours ou plus, il y a débat et adoption à l'étape du rapport. Il y a enfin une troisième lecture où une motion peut être débattue, modifiée ou mise aux voix et un débat centré sur l'adoption du projet de loi dans sa forme finale.

### Élaboration et dépôt par un comité
Aux termes de l'élaboration et dépôt par un comité, le ministre donne avis de dépôt du projet de loi. Après 2 jours ou plus, une motion ordonne au comité de préparer un projet de loi ; la motion peut être débattue pendant 90 minutes, modifiée et mise aux voix. Après 2 jours ou plus, il y a adoption du rapport ; une motion peut alors être débattue et mise aux voix et il y a une première lecture sans débat ni mise aux voix. Ensuite, après 3 jours ou plus, il y a une deuxième lecture sans débat ni mise aux voix. La prochaine étape est l'examen en comité, où il y a audition de témoins et étude article par article du projet de loi et où les amendements sont limités. Par la suite, le comité fait rapport du projet de loi avec la possibilité de recommander des amendements. Après 2 jours ou plus, il y a débat et adoption à l'étape du rapport. Il y a enfin une troisième lecture où une motion peut être débattue, modifiée ou mise aux voix et un débat centré sur l'adoption du projet de loi dans sa forme finale.

### Renvoi à un comité avant la deuxième lecture
Aux termes du renvoi à un comité avant la deuxième lecture, le ministre donne avis de dépôt du projet de loi. Après 2 jours ou plus, le projet de loi est présenté pour une première lecture (sans débat ni mise aux voix). Ensuite, le ministre avise les représentants des partis du renvoi à un comité avant la deuxième lecture et il y a une motion de renvoi au comité, puis un examen en comité avec auditions de témoins et étude article par article du projet de loi, sans limites aux amendements par le principe. Par la suite, le comité fait rapport du projet de loi et peut suggérer des amendements. Après 3 jours ou plus, il y a débat et adoption à l'étape du rapport et une deuxième lecture du projet de loi. Il y a enfin une troisième lecture où une motion peut être débattue, modifiée ou mise aux voix et un débat centré sur l'adoption du projet de loi dans sa forme finale.

## Processus législatif au Sénat
Selon le site Web du Sénat canadien, le processus législatif du Sénat comporte les étapes suivantes ː 1) désignation de porte-paroles au Sénat pour le parrainage du projet de loi adopté en Chambre des communes 2) Dépôt et première lecture d’un projet de loi au Sénat 3) Débat en deuxième lecture 4) Étude détaillée en comité 5) Étape du rapport 6) Troisième lecture.

## Sanction royale
Lors de la cérémonie de sanction royale, « le gouverneur général signifie de nouveau la sanction royale par un hochement de tête, et la sanction est annoncée par le greffier des Parlements. Une fois que le gouverneur général a sanctionné les projets de loi, le Président de la Chambre des communes et les députés se retirent de la salle du Sénat ».